# Jacques Becker
Jacques Becker (n. 15 septembrie 1906, Paris, Île-de-France, Franța – d. 21 februarie 1960, Paris, Île-de-France, Franța) a fost un scenarist și regizor de film francez.  

## Filmografie

### Regizor
- 1935 Tête de turc
- 1935 Le Commissaire est bon enfant, le gendarme est sans pitié (scurtmetraj, co-regizor)
- 1940 Cristobal's Gold (unele scene)
- 1942 The Trump Card (Dernier atout)
- 1943 Goupi Mână Roșie (Goupi Mains Rouges)
- 1945 Inimi neliniștite (Falbalas)
- 1947 Cuibul îndrăgostiților (Antoine et Antoinette)
- 1949 Întâlnire în iulie (Rendez-vous de juillet)
- 1951 Édouard et Caroline
- 1952 Casca de aur (Casque d'Or)
- 1953 Strada spânzurătorii (Rue de l'Estrapade)
- 1954 Nu v-atingeți de biștari (Touchez pas au Grisbi)
- 1954 Ali Baba și cei 40 de hoți (film din 1954) (Ali Baba et les quarante voleurs)
- 1957 Aventurile lui Arsene Lupin (Les Aventures d'Arsène Lupin)
- 1958 Montparnasse 19 (Les Amants de Montparnasse / Montparnasse 19)
- 1960 Groapa (Le Trou)

### Regizor asistent
- 1931 Y'en a pas deux comme Angélique
- 1931 Allô... Allô... (s.m.)
- 1932 Night at the Crossroads
- 1932 Boudu Saved from Drowning
- 1933 Madame Bovary (nemenționat)
- 1936 Partie de campagne (s.m.)
- 1936 La vie est à nous
- 1936 Les bas-fonds
- 1937 La Grande illusion
- 1938 La Marseillaise
- 1940 The Mondesir Heir